# Lucien Bechmann

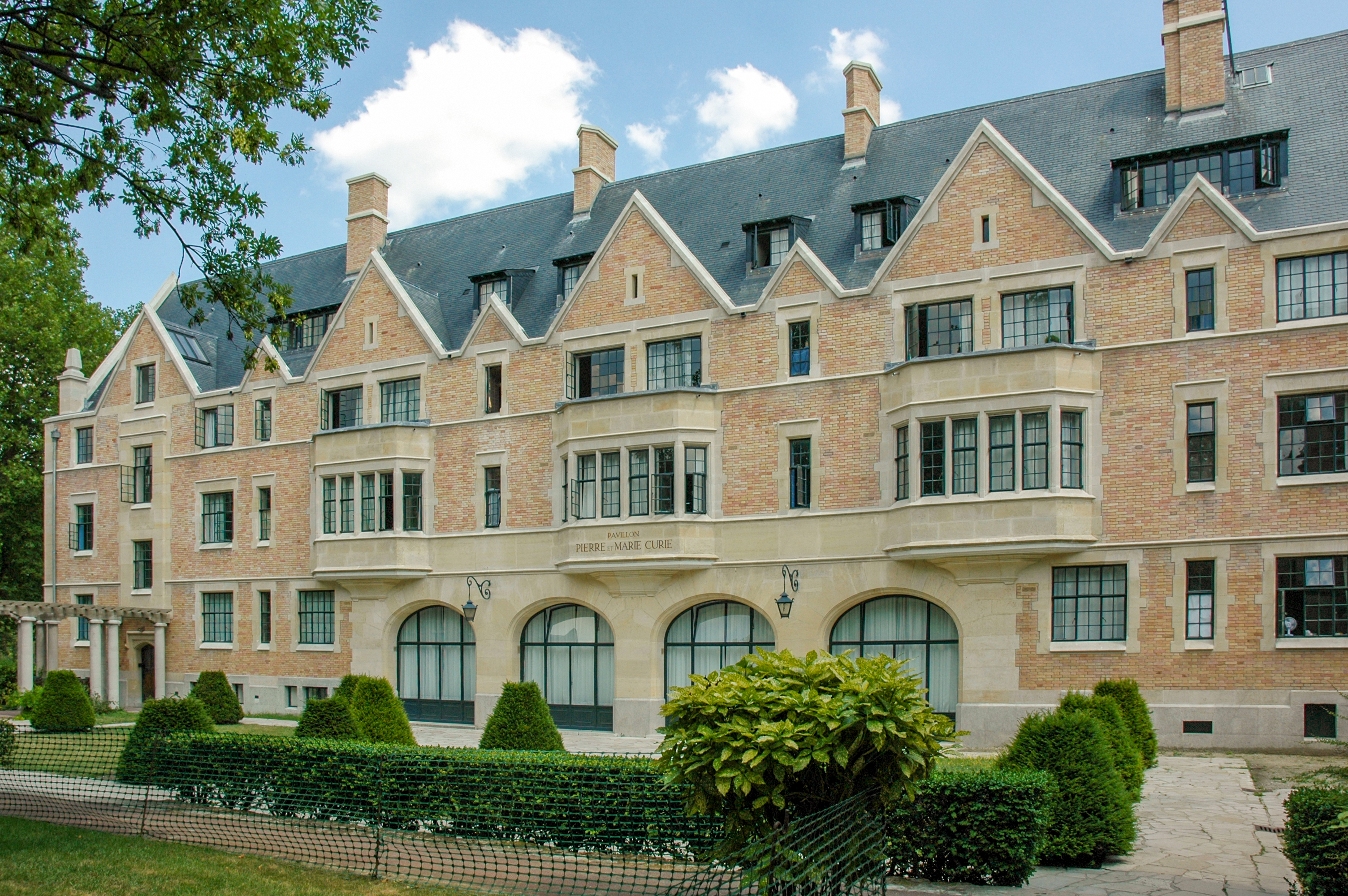
Edificação na Cité Internationale Universitaire de Paris

Lucien Adolphe Bechmann (Paris, 25 de julho de 1880 — Paris, 29 de outubro de 1968) foi um arquiteto francês. Construiu em Paris o Hôpital Rothschild, a Sinagoga Chasseloup-Laubat e o edifício da Shell próximo à Avenida dos Campos Elíseos.

## Publicações
- La Cité universitaire de Paris. Rapport présenté au Congrès international d’urbanisme. Strasbourg 1923.
- La Cité universitaire de Madrid. In: L’Architecture. Nr. 2, 1930, p. 45–48.
- A propos d’un grand chantier. L’immeuble Shell à Paris. In: L’Entreprise française. Maio de 1931.
- La Cité universitaire de Paris. In: La Construction moderne. Dezembro de 1936.
- Quelques opinions sur la préfabrication et l’industrialisation du bâtiment. In: L’Architecture d’aujourd’hui. Nr. 4, 1946, p. 13.
- La Cité universitaire de Paris fête son jubilé. In: La Construction moderne. Nr. 6, Juni 1950, p. 212–222.
- L’Immeuble commercial Shell à Paris. In: Sciences et industrie. Maio de 1953.